# Ľubomír Pištej
Ľubomír Pištej (Prešov, 6 de marzo de 1984) es un jugador de tenis de mesa eslovaco.
Disputó los Juegos Olímpicos de Tokio 2020.

## Palmarés internacional
| Campeonato Europeo | Campeonato Europeo | Campeonato Europeo | Campeonato Europeo |
| Año                | Lugar              | Medalla            | Prueba             |
| ------------------ | ------------------ | ------------------ | ------------------ |
| 2013               | Buzău              | Medalla de plata   | Dobles mixto       |
| 2020               | Varsovia           | Medalla de plata   | Dobles mixto       |
| 2022               | Múnich             | Medalla de bronce  | Dobles mixto       |